# Zvěstovice

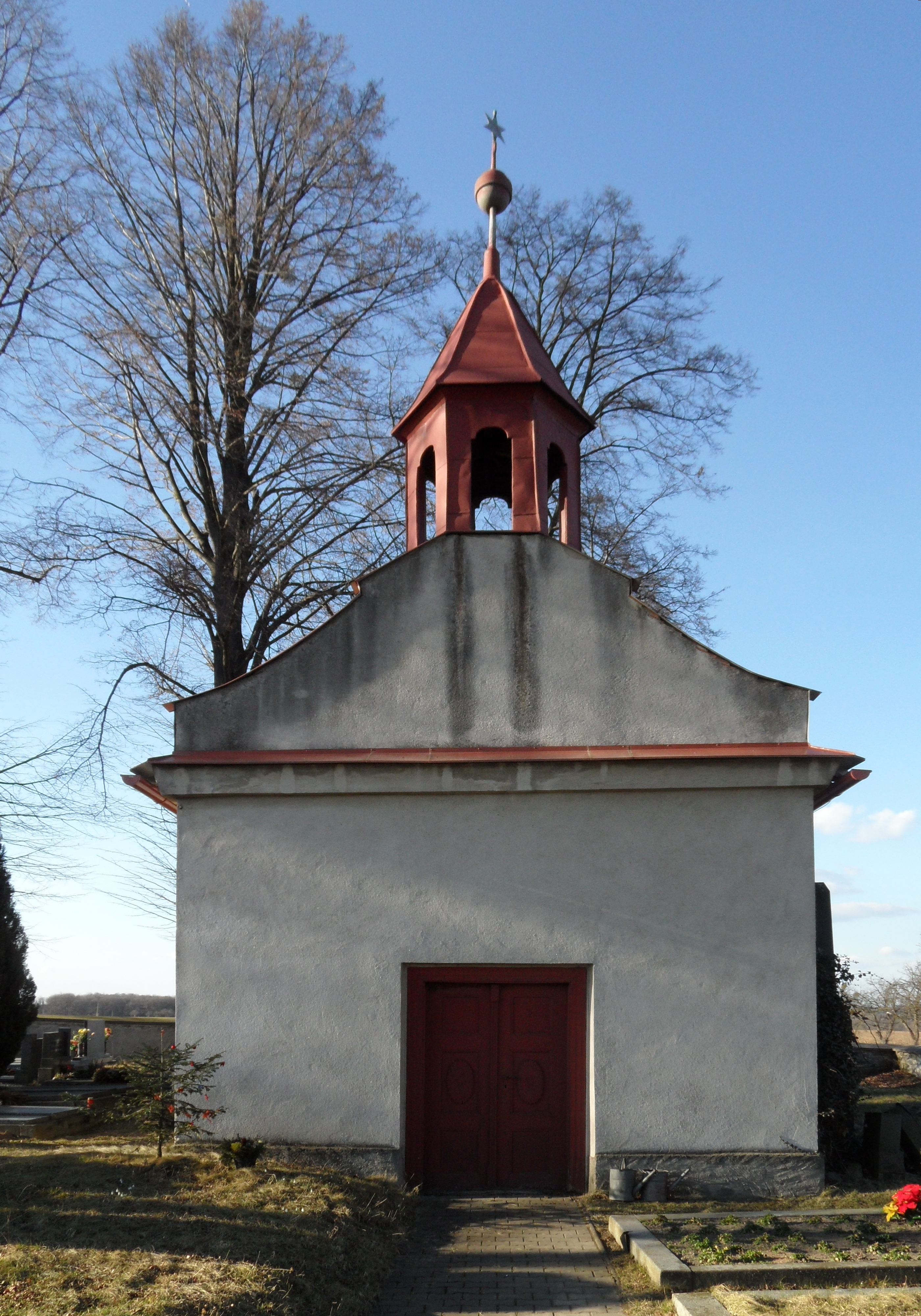
Friedhofskapelle

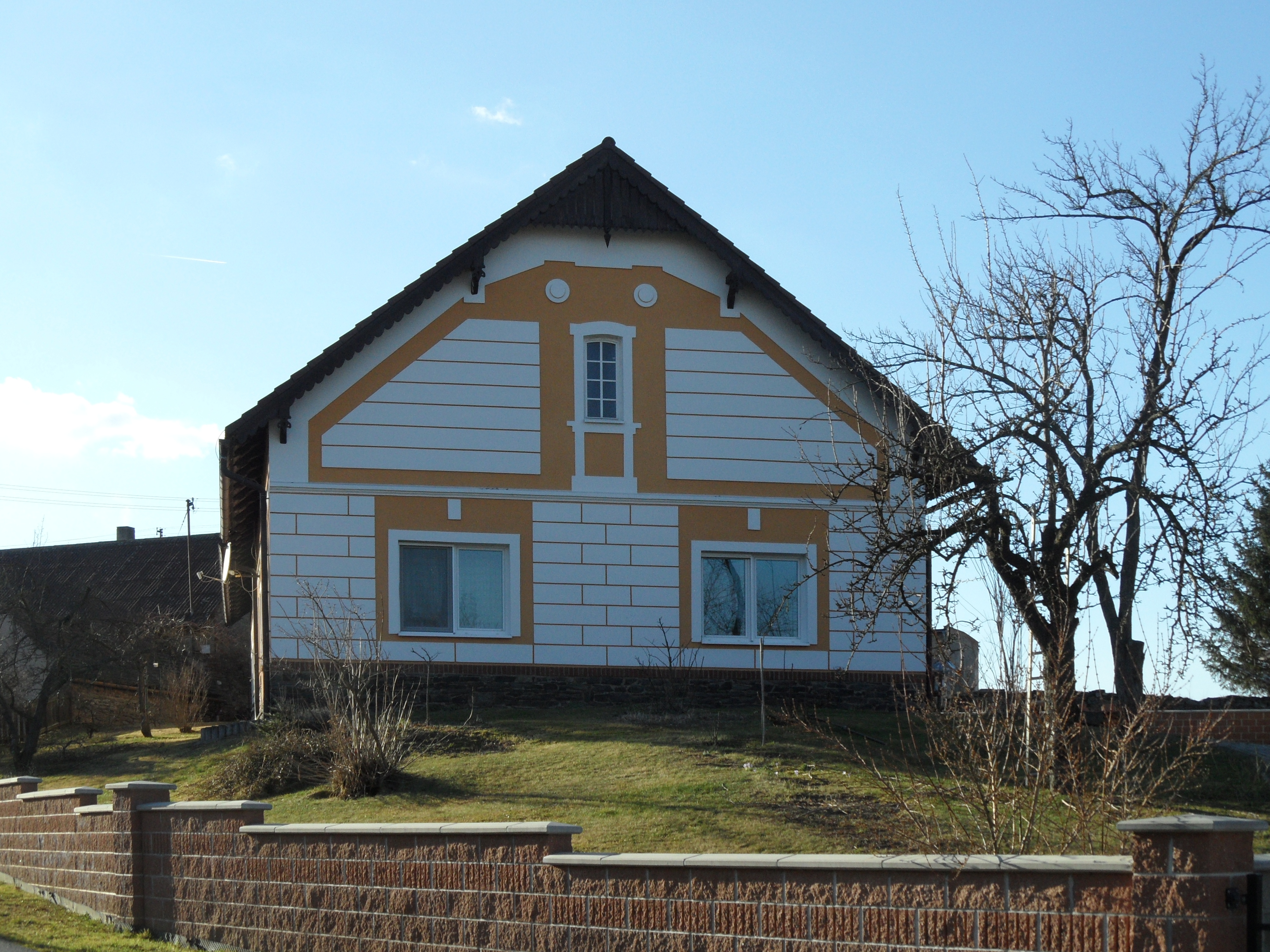
Haus Nr. 21

Zvěstovice (deutsch Zwiestowitz, auch Swiestowitz) ist eine Gemeinde in Tschechien. Sie liegt fünf Kilometer nordöstlich von Golčův Jeníkov und gehört zum Okres Havlíčkův Brod.

## Geographie
Zvěstovice befindet sich zwischen den Tälern der Bäche Hostačovka und Doubravka (Borekbach) in der Doubravská brázda (Doubrawasenke). Nordöstlich erhebt sich die Homole (346 m n.m.), im Südosten der Na Hradci (343 m n.m.). Gegen Süden liegt der Teich Jezuitský rybník.
Nachbarorte sind Biskupice im Norden, Kněžice und Třemošnice im Nordosten, Moravany im Osten, Pařížov, Bučovice und Spytice im Südosten, Na Doubravě, Potěšilka, Jezuitský Mlýn und Sirákovice  im Süden, Stupárovice und Křemen im Südwesten, Skryje, Na Doubravě und Hostačov im Westen sowie Hostovlice und Kamenné Mosty im Nordwesten.

## Geschichte
Die erste schriftliche Erwähnung von Ziestowicz erfolgte 1557 als Besitz des Benediktinerklosters Wilmzell. Nachdem das Kloster um 1575 aufgegeben worden war, verkaufte König Rudolf II. 1577 das wüste Kloster mit den zugehörigen Dörfern an Beneš Beneda von Nečtiny. 1599 verkauften die Besitzer der Herrschaft Wilimow Zvěstovice an das Gut Spytice. In Zvěstovice bestand ein hölzerner Hof, der im 17. Jahrhundert nach dem Brand der Feste Spytice durch einen schlichten steinernen Bau ersetzt wurde, der als neuer Herrensitz diente. 
Im Jahre 1659 erwarb Johann Dietrich von Ledebur Zvěstovice zusammen mit weiteren umliegenden Dörfern und schlug sie seiner Herrschaft Goltsch-Jenikau zu. 1686 wurde Zvěstovice wieder von Goltsch-Jenikau abgetrennt und an den Besitzer des Gutes Hostačov, Johann Georg Funck von Funcken verkauft. In der ersten Hälfte des 18. Jahrhunderts wurde Zvěstovice wieder an die Herrschaft Goltsch-Jenikau angeschlossen. 
Im Jahre 1840 bestand das im Caslauer Kreis gelegene Dorf Zwiestowitz aus 25 Häusern, in denen 155 Personen, darunter elf protestantische und eine jüdische Familie lebten. Im Ort gab es einen herrschaftlichen Meierhof und eine Schäferei. Katholischer Pfarrort war Wilimow. Bis zur Mitte des 19. Jahrhunderts blieb Zwiestowitz der Herrschaft Goltsch-Jenikau untertänig.
Nach der Aufhebung der Patrimonialherrschaften bildete Zvěstovice ab 1849 einen Ortsteil der Gemeinde Spytice im Gerichtsbezirk Habern. Ab 1868 gehörte der Ort zum Bezirk Časlau. 1869 hatte Zvěstovice 247 Einwohner und bestand aus 25 Häusern. Zvěstovice löste sich in den 1870er Jahren von Spytice los und bildete eine eigene Gemeinde. Im Jahre 1900 lebten in Zvěstovice 341 Menschen, 1910 waren es 365. 1930 hatte Zvěstovice 384 Einwohner und bestand aus 61 Häusern. Seit der Gebietsreform von 1960 gehört die Gemeinde zum Okres Havlíčkův Brod. Mit Beginn des Jahres 1976 erfolgte die Eingemeindung nach Skryje und Anfang 1989 schließlich nach Vilémov. Ab dem 24. November 1990 bildet Zvěstovice wieder eine eigene Gemeinde. Beim Zensus von 2001 lebten in den 49 Häusern der Gemeinde 68 Personen.

## Sehenswürdigkeiten
- Evangelische Friedhofskapelle
- Gusseisernes Kreuz am Gemeindeamt
- Gedenkstein für die Gefallenen des Ersten Weltkrieges
- Keltische Burgstätte auf dem Na Hradci